# Spinnerette
Spinnerette – amerykański zespół rockowy, utworzony w marcu 2007.
Zespół podpisał kontrakt z Sire Records. Początkowo wydał demo Case of the Swirls na swojej stronie internetowej. Następnie podpisał kontrakt z Anthem Records. Na początku stycznia 2008 r., „mash-up” materiału Spinnerette pojawiło się na oficjalnej stronie zespołu oraz ich stronie na MySpace. Album został wydany 17 czerwca 2009.
W skład zespołu wchodzą: Brody Dalle, Tony Bevilacqua (byli członkowie The Distillers), Jack Irons (What Is This?, Red Hot Chili Peppers, Walk the Moon, Eleven i Pearl Jam) oraz Alain Johannes (What Is This?, Walk the Moon, Eleven, Queens of the Stone Age).

## Obecny skład
- Brody Dalle – wokal, gitara
- Tony Bevilacqua – gitara
- Alain Johannes – gitara, bas
- Jack Irons – perkusja

## Dyskografia
- Ghetto Love EP (2008)
- Spinnerette (2009)